# Lijst van rivieren in Zambia
Dit is een lijst van rivieren in Zambia. De rivieren in deze lijst zijn geordend naar drainagebekken en de opeenvolgende zijrivieren zijn ingesprongen weergegeven onder de naam van elke hoofdrivier.

## Atlantische Oceaan
- Congo (Congo-Kinshasa)
  - Lukuga (Congo-Kinshasa)
    - Tanganyikameer
      - Lufubu
      - Kalambo

  - Luvua (Congo-Kinshasa)
    - Kalungwishi
      - Luangwa

    - Luapula
      - Mbereshi
      - Luongo
      - Lwela
      - Luombwa
      - Chambeshi
        - Lukulu
          - Lwombe

## Indische Oceaan
- Zambezi
  - Luia (Mozambique)
    - Capoche

  - Luangwa
    - Lunsemfwa
      - Lukasashi
      - Mulungushi

    - Lupande
    - Lundazi

  - Chongwe
  - Kafue
    - Lufupa
    - Lunga
    - Luswishi

  - Kalomo
  - Machili
  - Cuando
  - Njoko
  - Lumbe
  - Lui
  - Luete
  - Luanginga
  - Luena
  - Lungwebungu
  - Kabompo
    - Dongwe
      - Lalafuta
      - Musondweji

    - Maninga
    - West-Lunga
    - Mwafwe

  - Sakeji

## Rukwameer
- Momba (Tanzania)
  - Saisi
    - Lumi